# 동해항 (고성군)
동해항은 경상남도 고성군 동해면 양촌리에 있는 어항이다. 2002년 8월 6일 어촌정주어항으로 지정하여 관리하고 있다. 시설관리자는 고성군수이다.

## 어항 구역
- 수역: 법동 소하천 종점부(바다)에서 동쪽 하부천 신방파제를 연결한 선내수면
- 육역: 경남 고성군 동해면 양촌리 149-5번지 외 4필지

## 어항 시설
- 호안 268m, 선착장 215m

## 주요 어종
- 굴, 대구, 감성돔, 도다리, 갯가재, 물매기, 바지락 등